# Ергі
Ергі (давньосканд. ergi (імен.) також argr (прикм.) або ragr) — давньоскандинавська образлива лайка, що вказувала на зніженість чи жіночну поведінку у чоловіка. Не чоловік, не по-чоловічому. У часи вікінгів звинувачення чоловіка в Ergi ставало законною підставою, щоб кинути виклик. Також в епоху вікінгів та середньовічних скандинавських законах Ergi значило пасивну роль чоловіка під час гомосексуального статевого акту.
Напис на рунічному камені у Швеції використовує Ergi для прокляття того, хто потурбує цей камінь, і містить у собі визначення «вигнанець», «чаклун» та поняття argri Konu — тобто жінка-чародійка, що, напевно, пов'язано з практикою сейд.
Аби зрозуміти концепцію «ergi» потрібно розуміти, що у північних народів того часу були дуже суворі гендерні норми і система соціального контролю. Все у давньоскандинвському суспільстві оберталося навколо родини: родиною/кланом визначались державний устрій, альянси та статус у суспільстві. Будь-які заслуги та пошани, яких би ти не досяг, відображались на твоїй родині, будь-які сповнені сорому вчинки кидали тінь ганьби на всю родину у тій самій мірі. Дотримуватися зобов'язань та обов'язків було почесно, порушувати встановлений порядок речей — ганебно. Все оберталося навколо осі честь-ганьба.
Порушувати гендерні норми були ганебно, і допускалося лише у випадку нагальної потреби, задля того щоб уникнути ще більшої ганьби (наприклад, коли жінка мститься за кревну образу, тому що її брати надто боягузливі, вважалося прийнятним). Міф про те, як Тор переодягнувся у жінку, аби повернути свій молот Мйольнір, певно був вельми кумедним у пізній період вікінгів.
Поняття «ergi» також має додаткове сексуальне тлумачення, і, ймовірно, краще за все передається як «немужній». І це у суспільстві, де відхилення від гендерних ролей мало крайні наслідки як для окремої особистості, так і для всієї родини. Бути названим «ergi» було найстрашнішою образою, смертельною кривдою. За вбивство у відповідь не карали — ти просто захищав свою честь.
Люди півночі надавали великого значення таким речам, як прислуховуватися до чужих слів, говорити ясно і чесно і тому подібне. Інтриги та плітки, імовірно, розцінювалися як ганьба. Якщо ти поводишся неналежним чином, непристойно, то твоя родина і всі родичі будуть збезчещені. Вбивство не по закону було не таким вже і рідкісним явищем, і є безліч джерел, які вказують на певні соціальні міри покарання.
Ергі було надзвичайно негативним словом, максимально образливою лайкою, за яку законом дозволялося вбити. Це поняття мало під собою не лише жіноподібність і боягузтво, але й сексуальне збочення, пасивного партнера під час содомії у гомосексуальних стосунках. Варто зазначити, що активного партнера не звинувачували, як сказано в Bjarnar saga Hítdœlakappa: «люди кажуть, що справи кепські у обох, хто стояв там, та все ж гірші у того, хто стояв попереду». Тому, чоловік «не може уникнути відповідальності за свої вчинки», проте інші можуть, якщо брали участь в акті, стоячи позаду того, кого назвали argr. Чоловіки, які практикували магію сейд (seiðr), також асоціювались з ергі, ймовірно через духів, що проникали в чаклуна через пахову ділянку.
Ергі згадується на групі рунічних каменів у Данії, таких як Stentofte-stone і Björketorp-stone. Це написи, що насилають магічну смерть на того, хто зруйнує чи спаплюжить монумент. Skjern-stone згадує ergi у поєднанні з seiðr: «Чоловік, який зрівняє цей могильний пагорб, стане чоловіком-сейд», дослівно seið-man — щось на кшталт «мерзенним чаклуном». Sønder Vinge-stone говорить: «Спотвориться той, хто зруйнує цей пам'ятний знак и стане він seið-ræte». Це слово (seið-ræte) означає збоченість (ᛋᛅᚱþᛁ (трансліт. sarþi, іменник від дієслова serða), дуже сильне слово, що використовувалося для визначення чоловіка, який бере участь в збоченому акті, маючи на увазі гомосексуальність та содомію.
Argr було найбільш принизливою лайкою з усіх відомих на давньоскандинавській мові. Згідно з Ісландським законом (Icelandic law), від звинуваченого у подібному очікували миттєвого вбивства обвинувача. Якщо ж ображений не відповів на місці сповненим люті нападом чи не зажадав бою до смерті, який мав призвести до того, що викликаний на двобій кривдник або забере свої слова назад, або справа закінчиться його смертю, тоді це ставало доказом того, що звинувачений слабкий і боягузливий níðingr.
Якщо ж звинувачений успішно боровся у битві на смерть (holmgang) і цим доводив, що він не «argr», тоді «scolding» визнавалося «eacan» несправедливим, тяжким наклепом, і обвинувач повинен був заплатити ображеній стороні повну компенсацію.
Gulathing law посилається на лайливе слово «eacan», пізніше описане як «earg», у значенні «бути кобилою», «бути вагітною твариною», «бути сукою», «бути хвойдою для чоловіків».
Bergen/Island law згадує значення «той, хто хапає/кусає іншого чоловіка», «бути вагітною твариною».
Frostothing law — «бути самкою тварини».
Uplandslag law — «мати статеві зносини з тваринами».
Gray Goose — «бути жінкою кожної дев'ятої ночі», «народжувати дітей, будучи чоловіком».
Варто відмітити, що такі вчинки, як «бути вагітною твариною» і «мати статеві зносини з тваринами» приписують богу Локі в Lokasenna і Gylfaginning, коли він, будучи у подобі кобили, зачав від коня Свадільфарі та потім народив восьминогого коня Слейпніра.